# Élections présidentielles sous la Cinquième République dans le Calvados
Depuis l'adoption de la Constitution de la Cinquième République française en 1958, dix élections présidentielles ont eu lieu afin d'élire le président de la République. Cette page présente les résultats de ces élections dans le Calvados.

## Synthèse des résultats du second tour
Le Calvados vote généralement selon la même tendance qu'au niveau national.
| année | Répartition des exprimés | Répartition des exprimés | Participation (% des inscrits) | Blancs ou nuls (% des votants) |

| 2022 | Emmanuel Macron (60,29 %) (France : 58,55 %) | Marine Le Pen (39,71 %) (France : 41,45 %) | 77,29 % (France : 71,99 %) | 6,50 % (France : 6,23 %) |

| 2017 | Emmanuel Macron (67,11 %) (France : 66,10 %) | Marine Le Pen (32,89 %) (France : 33,90 %) | 78,11 % (France : 77,77 %) | 1,84 % (France : 2,47 %) |

| 2012 | François Hollande (53,12 %) (France : 51,64 %) | Nicolas Sarkozy (46,88 %) (France : 48,36 %) | 83,18 % (France : 80,35 %) | 1,62 % (France : 5,82 %) |

| 2007 | Nicolas Sarkozy (51,2 %) (France : 53,06 %) | Ségolène Royal (48,8 %) (France : 46,94 %) | 86,43 % (France : 83,97 %) | 1,5 % (France : 4,20 %) |

| 2002 | Jacques Chirac (83,95 %) (France : 82,21 %) | J.-M. Le Pen (16,05 %) (France : 17,79 %) | 73,46 % (France : 79,71 %) | 3,24 % (France : 3,38 %) |

| 1995 | Jacques Chirac (51,11 %) (France : 52,64 %) | Lionel Jospin (48,89 %) (France : 47,36 %) | 80,93 % (France : 78,38 %) | 2,71 % (France : 2,81 %) |

| 1988 | François Mitterrand (55,82 %) (France : 54,02 %) | Jacques Chirac (44,18 %) (France : 45,98 % %) | 81,88 % (France : 81,35 %) | 1,86 % (France : 2,00 %) |

| 1981 | François Mitterrand (50,41 %) (France : 51,76 %) | Valéry Giscard d'Estaing (49,59 %) (France : 48,24 %) | 82,64 % (France : 81,09 %) | 1,41 % (France : 1,62 %) |

| 1974 | Valéry Giscard d'Estaing (55,58 %) (France : 50,81 %) | François Mitterrand (44,42 %) (France : 49,19 %) | 85,85 % (France : 84,23 %) | 0,77 % (France : 0,92 %) |

| 1969 | Georges Pompidou (58,95 %) (France : 58,21 %) | Alain Poher (41,05 %) (France : 41,79 %) | 79,03 % (France : 77,59 %) | 1 % (France : 1,29 %) |

| 1965 | Charles de Gaulle (64,37 %) (France : 55,20 %) | François Mitterrand (35,63 %) (France : 44,80 %) | 86,18 % (France : 84,75 %) | 0,92 % (France : 1,01 %) |

|  | ▲ |

## Résultats détaillés par scrutin

### 2022
Arrivé en tête du premier tour, le président sortant Emmanuel Macron (27,85 %) affronte Marine Le Pen (23,15 %), un duel identique à celui du scrutin de 2017. C'est la deuxième fois qu'un second tour opposant les mêmes candidats à deux scrutins présidentiels consécutifs a lieu après ceux où se sont affrontés Valéry Giscard d'Estaing et François Mitterrand en 1974 et 1981.
En troisième position avec 21,95 % des voix, Jean-Luc Mélenchon réalise le score le plus élevé de ses trois candidatures et arrive largement en tête de la gauche, mais échoue à accéder au second tour, avec environ 400 000 voix de moins que Marine Le Pen.
Une nouvelle fois, les partis politiques traditionnels sont absents du second tour, dans des proportions encore plus importantes que lors de la précédente élection. Le Parti socialiste et Les Républicains, représentés respectivement par Anne Hidalgo et Valérie Pécresse, s'effondrent avec des scores historiquement faibles et n'atteignent pas le seuil des 5 %, condition permettant d'être remboursé des frais de campagne.
Pour la première fois, les candidatures classées à l'extrême droite dépassent le seuil de 30 % des suffrages exprimés au premier tour tandis que les sondages d'opinion laissent annoncer un duel serré face au président sortant, la possibilité d'une victoire pour Marine Le Pen étant pour la première fois envisagée par ceux-ci.
Le second tour voit Emmanuel Macron l'emporter par 58,55 % des suffrages exprimés, permettant ainsi au président sortant d'entamer un second mandat. Le septennat ayant été aboli en 2000, il devient ainsi le premier président de la République française à être réélu pour un deuxième quinquennat, le deuxième président de la Cinquième République réélu hors période de cohabitation et le quatrième président de la Cinquième République réélu.
Dans le Calvados, Emmanuel Macron arrive en tête du premier tour avec 31,16 % des exprimés, suivi de Marine Le Pen (23,76 %), Jean-Luc Mélenchon (19,15 %) et Éric Zemmour (5,76 %). Au second tour, les électeurs ont voté à 60,29 % pour Emmanuel Macron contre 39,71 % pour Marine Le Pen avec un taux de participation de 77,29 % des inscrits.
| Candidats                | Candidats                | Partis                   | Premier tour | Premier tour | Second tour | Second tour |
| Candidats                | Candidats                | Partis                   | Voix         | %            | Voix        | %           |
| ------------------------ | ------------------------ | ------------------------ | ------------ | ------------ | ----------- | ----------- |
|                          | Emmanuel Macron          | LREM                     | 120 366      | 31,16        | 218 579     | 60,29       |
|                          | Marine Le Pen            | RN                       | 91 774       | 23,76        | 143 960     | 39,71       |
|                          | Jean-Luc Mélenchon       | LFI                      | 73 950       | 19,15        |             |             |
|                          | Éric Zemmour             | REC                      | 22 255       | 5,76         |             |             |
|                          | Yannick Jadot            | EELV                     | 19 641       | 5,09         |             |             |
|                          | Valérie Pécresse         | LR                       | 18 383       | 4,76         |             |             |
|                          | Jean Lassalle            | RES                      | 9 816        | 2,54         |             |             |
|                          | Fabien Roussel           | PCF                      | 8 777        | 2,27         |             |             |
|                          | Nicolas Dupont-Aignan    | DLF                      | 7 920        | 2,05         |             |             |
|                          | Anne Hidalgo             | PS                       | 6 848        | 1,77         |             |             |
|                          | Philippe Poutou          | NPA                      | 3 764        | 0,97         |             |             |
|                          | Nathalie Arthaud         | LO                       | 2 757        | 0,71         |             |             |
|                          |                          |                          |              |              |             |             |
| Votes valides            | Votes valides            | Votes valides            | 386 251      | 97,94        | 362 539     | 91,57       |
| Votes blancs             | Votes blancs             | Votes blancs             | 5 547        | 1,41         | 23 849      | 6,02        |
| Votes nuls               | Votes nuls               | Votes nuls               | 2 571        | 0,65         | 9 492       | 2,40        |
| Total                    | Total                    | Total                    | 394 369      | 100          | 395 880     | 100         |
| Abstention               | Abstention               | Abstention               | 117 779      | 23,00        | 116 324     | 22,71       |
| Inscrits / participation | Inscrits / participation | Inscrits / participation | 512 148      | 77,00        | 512 204     | 77,29       |

### 2017
Le premier tour de l'élection présidentielle de 2017 voit s'affronter onze candidats. Emmanuel Macron arrive en tête devant Marine Le Pen et tous deux se qualifient pour le second tour. Néanmoins, avec François Fillon et Jean-Luc Mélenchon, les scores des quatre candidats ayant recueilli le plus de voix sont serrés (4,43 points entre le 1er et le 4e). Pour la première fois, aucun des candidats des deux partis politiques pourvoyeurs jusque-là des présidents de la Ve République, n'est présent au second tour. Celui-ci se tient le dimanche 7 mai et se solde par la victoire d'Emmanuel Macron, avec un total de 20 753 798 bulletins de vote en sa faveur, soit 66,10 % des suffrages exprimés, face à la candidate du Front national, qui recueille 33,90 %. Le scrutin est néanmoins marqué par une forte abstention et par un record de votes blancs ou nuls. 
Dans le Calvados, Emmanuel Macron arrive en tête du premier tour avec 24,83 % des exprimés, suivi de François Fillon (20,5 %), Marine Le Pen (20,36 %), Jean-Luc Mélenchon (18,83 %) et Benoît Hamon (6,8 %). Au second tour, les électeurs ont voté à 67,11 % pour Emmanuel Macron contre 32,89 % pour Marine Le Pen avec un taux de participation de 78,11 % des inscrits.
|             | EM          | Emmanuel Macron       | 99 720  | 24,83 %    | 232 615 | 67,11 %    |  |  |
|             | LR          | François Fillon       | 82 340  | 20,5 %     |         |            |  |  |
|             | FN          | Marine Le Pen         | 81 770  | 20,36 %    | 114 002 | 32,89 %    |  |  |
|             | LFi         | Jean-Luc Mélenchon    | 75 620  | 18,83 %    |         |            |  |  |
|             | PS          | Benoît Hamon          | 27 293  | 6,8 %      |         |            |  |  |
|             | DlF         | Nicolas Dupont-Aignan | 20 079  | 5 %        |         |            |  |  |
|             | NPA         | Philippe Poutou       | 5 269   | 1,31 %     |         |            |  |  |
|             | LO          | Nathalie Arthaud      | 3 099   | 0,77 %     |         |            |  |  |
|             | RES         | Jean Lassalle         | 2 911   | 0,72 %     |         |            |  |  |
|             | UPR         | François Asselineau   | 2 830   | 0,7 %      |         |            |  |  |
|             | SeP         | Jacques Cheminade     | 691     | 0,17 %     |         |            |  |  |
|             |             |                       |         |            |         |            |  |  |
|             |             |                       | Nombre  | % inscrits | Nombre  | % inscrits |  |  |
| Inscrits    | Inscrits    | Inscrits              | 501 153 |            | 501 062 |            |  |  |
| Abstentions | Abstentions | Abstentions           | 90 313  | 18,02 %    | 109 700 | 21,89 %    |  |  |
| Votants     | Votants     | Votants               | 410 840 | 81,98 %    | 391 362 | 78,11 %    |  |  |
|             |             |                       |         |            |         |            |  |  |
|             |             |                       |         | % votants  |         | % votants  |  |  |
| Blancs      | Blancs      | Blancs                | 6 292   | 1,26 %     | 32 129  | 6,41 %     |  |  |
| Nuls        | Nuls        | Nuls                  | 2 926   | 0,58 %     | 12 616  | 2,52 %     |  |  |
| Exprimés    | Exprimés    | Exprimés              | 401 622 | 80,14 %    | 346 617 | 69,18 %    |  |  |

### 2012
Hollande, désigné par le PS à la suite d'une primaire ouverte, devance Sarkozy dès le premier tour de l'élection présidentielle de 2012 : c'est la première fois qu'un président sortant est ainsi devancé. Au second tour, Sarkozy est battu mais par un écart plus faible qu'attendu.
Dans le Calvados, François Hollande arrive en tête du premier tour avec 29,34 % des exprimés, suivi de Nicolas Sarkozy (27,34 %), Marine Le Pen (16,22 %), Jean-Luc Mélenchon (10,56 %) et François Bayrou (10,1 %). Au second tour, les électeurs ont voté à 53,12 % pour François Hollande contre 46,88 % pour Nicolas Sarkozy avec un taux de participation de 83,45 % des inscrits.
|                | PS             | François Hollande     | 117 773 | 29,34 %    | 205 544 | 53,12 %    |  |  |
|                | UMP            | Nicolas Sarkozy       | 109 745 | 27,34 %    | 181 404 | 46,88 %    |  |  |
|                | FN             | Marine Le Pen         | 65 126  | 16,22 %    |         |            |  |  |
|                | FG             | Jean-Luc Mélenchon    | 42 396  | 10,56 %    |         |            |  |  |
|                | MoDem          | François Bayrou       | 40 562  | 10,1 %     |         |            |  |  |
|                | EELV           | Éva Joly              | 8 569   | 2,13 %     |         |            |  |  |
|                | DLF            | Nicolas Dupont-Aignan | 8 227   | 2,05 %     |         |            |  |  |
|                | NPA            | Philippe Poutou       | 5 385   | 1,34 %     |         |            |  |  |
|                | LO             | Nathalie Arthaud      | 2 641   | 0,66 %     |         |            |  |  |
|                | S&P            | Jacques Cheminade     | 1 008   | 0,25 %     |         |            |  |  |
|                |                |                       |         |            |         |            |  |  |
|                |                |                       | Nombre  | % inscrits | Nombre  | % inscrits |  |  |
| Inscrits       | Inscrits       | Inscrits              | 490 547 |            | 490 680 |            |  |  |
| Abstentions    | Abstentions    | Abstentions           | 82 498  | 16,82 %    | 81 197  | 16,55 %    |  |  |
| Votants        | Votants        | Votants               | 408 049 | 83,18 %    | 409 483 | 83,45 %    |  |  |
|                |                |                       |         |            |         |            |  |  |
|                |                |                       |         | % votants  |         | % votants  |  |  |
| Blancs ou nuls | Blancs ou nuls | Blancs ou nuls        | 6 617   | 1,62 %     | 22 535  | 5,5 %      |  |  |
| Exprimés       | Exprimés       | Exprimés              | 401 432 | 98,38 %    | 386 948 | 98,38 %    |  |  |

### 2007
Au premier tour de l'élection présidentielle de 2007, Sarkozy réussit à capter une partie des voix de Le Pen et arrive largement en tête. Royal est la première femme qualifiée pour le second tour d'une élection présidentielle. Elle est battue avec une avance de 6 points.
Dans le Calvados, Nicolas Sarkozy arrive en tête du premier tour avec 29,25 % des exprimés, suivi de Ségolène Royal (25,18 %), François Bayrou (20,23 %), Jean-Marie Le Pen (8,99 %) et Olivier Besancenot (5,23 %). Au second tour, les électeurs ont voté à 51,2 % pour Nicolas Sarkozy contre 48,8 % pour Ségolène Royal avec un taux de participation de 85,85 % des inscrits.
|                | UMP            | Nicolas Sarkozy      | 120 191 | 29,25 %    | 203 583 | 51,2 %     |  |  |
|                | PS             | Ségolène Royal       | 103 481 | 25,18 %    | 194 026 | 48,8 %     |  |  |
|                | UDF            | François Bayrou      | 83 115  | 20,23 %    |         |            |  |  |
|                | FN             | Jean-Marie Le Pen    | 36 939  | 8,99 %     |         |            |  |  |
|                | LCR            | Olivier Besancenot   | 21 490  | 5,23 %     |         |            |  |  |
|                | MPF            | Philippe de Villiers | 10 324  | 2,51 %     |         |            |  |  |
|                | CPNT           | Frédéric Nihous      | 9 648   | 2,35 %     |         |            |  |  |
|                | Les Verts      | Dominique Voynet     | 6 786   | 1,65 %     |         |            |  |  |
|                | LO             | Arlette Laguiller    | 6 681   | 1,63 %     |         |            |  |  |
|                | SE             | José Bové            | 5 591   | 1,36 %     |         |            |  |  |
|                | GPA            | Marie-George Buffet  | 5 407   | 1,32 %     |         |            |  |  |
|                | CNRSP          | Gérard Schivardi     | 1 251   | 0,3 %      |         |            |  |  |
|                |                |                      |         |            |         |            |  |  |
|                |                |                      | Nombre  | % inscrits | Nombre  | % inscrits |  |  |
| Inscrits       | Inscrits       | Inscrits             | 482 677 |            | 482 675 |            |  |  |
| Abstentions    | Abstentions    | Abstentions          | 65 521  | 13,57 %    | 68 282  | 14,15 %    |  |  |
| Votants        | Votants        | Votants              | 417 156 | 86,43 %    | 414 393 | 85,85 %    |  |  |
|                |                |                      |         |            |         |            |  |  |
|                |                |                      |         | % votants  |         | % votants  |  |  |
| Blancs ou nuls | Blancs ou nuls | Blancs ou nuls       | 6 252   | 1,5 %      | 16 784  | 4,05 %     |  |  |
| Exprimés       | Exprimés       | Exprimés             | 410 904 | 98,5 %     | 397 609 | 95,95 %    |  |  |

### 2002
Après cinq années de cohabitation, un duel est attendu entre Chirac et le Premier ministre Jospin lors de l'élection présidentielle de 2002, mais, à la surprise générale, ce dernier est devancé par Le Pen au premier tour. Au second tour, Chirac bénéficie du ralliement de la gauche et reçoit un score sans précédent. Il s'agit de la première élection pour un mandat de cinq ans et non plus sept.
Dans le Calvados, Jacques  Chirac arrive en tête du premier tour avec 19,53 % des exprimés, suivi de Lionel  Jospin (15,82 %), Jean-Marie  Le Pen (14,21 %), Arlette Laguiller (7,43 %) et François Bayrou (6,95 %). Au second tour, les électeurs ont voté à 83,95 % pour Jacques  Chirac contre 16,05 % pour Jean-Marie  Le Pen avec un taux de participation de 81,01 % des inscrits.
|                | RPR            | Jacques Chirac          | 63 580  | 19,53 %    | 295 887 | 83,95 %    |  |  |
|                | PS             | Lionel Jospin           | 51 516  | 15,82 %    |         |            |  |  |
|                | FN             | Jean-Marie Le Pen       | 46 258  | 14,21 %    | 56 566  | 16,05 %    |  |  |
|                | LO             | Arlette Laguiller       | 24 204  | 7,43 %     |         |            |  |  |
|                | UDF            | François Bayrou         | 22 631  | 6,95 %     |         |            |  |  |
|                | CPNT           | Jean Saint-Josse        | 22 468  | 6,9 %      |         |            |  |  |
|                | Les Verts      | Noël Mamère             | 17 279  | 5,31 %     |         |            |  |  |
|                | LCR            | Olivier Besancenot      | 15 698  | 4,82 %     |         |            |  |  |
|                | MC             | Jean-Pierre Chevènement | 15 556  | 4,78 %     |         |            |  |  |
|                | DL             | Alain Madelin           | 12 511  | 3,84 %     |         |            |  |  |
|                | PC             | Robert Hue              | 7 593   | 2,33 %     |         |            |  |  |
|                | Cap21          | Corinne Lepage          | 7 256   | 2,23 %     |         |            |  |  |
|                | PRG            | Christiane Taubira      | 6 902   | 2,12 %     |         |            |  |  |
|                | MNR            | Bruno Mégret            | 6 497   | 2 %        |         |            |  |  |
|                | FRS            | Christine Boutin        | 3 822   | 1,17 %     |         |            |  |  |
|                | PT             | Daniel Gluckstein       | 1 801   | 0,55 %     |         |            |  |  |
|                |                |                         |         |            |         |            |  |  |
|                |                |                         | Nombre  | % inscrits | Nombre  | % inscrits |  |  |
| Inscrits       | Inscrits       | Inscrits                | 458 073 |            | 458 080 |            |  |  |
| Abstentions    | Abstentions    | Abstentions             | 121 583 | 26,54 %    | 87 005  | 18,99 %    |  |  |
| Votants        | Votants        | Votants                 | 336 490 | 73,46 %    | 371 075 | 81,01 %    |  |  |
|                |                |                         |         |            |         |            |  |  |
|                |                |                         |         | % votants  |         | % votants  |  |  |
| Blancs ou nuls | Blancs ou nuls | Blancs ou nuls          | 10 918  | 3,24 %     | 18 622  | 5,02 %     |  |  |
| Exprimés       | Exprimés       | Exprimés                | 325 572 | 96,76 %    | 352 453 | 94,98 %    |  |  |

### 1995
Après une nouvelle cohabitation et alors que la droite est particulièrement divisée entre Chirac et le Premier ministre Balladur, Jospin réussit à arriver en tête au premier tour de l'élection présidentielle de 1995, malgré la très lourde défaite de la gauche aux législatives de 1993. Au second tour, il est battu par Chirac.
Dans le Calvados, Lionel Jospin arrive en tête du premier tour avec 23,81 % des exprimés, suivi d'Édouard Balladur (20,85 %), Jacques Chirac (20,03 %), Jean-Marie Le Pen (12,4 %) et Robert Hue (7,29 %). Au second tour, les électeurs ont voté à 51,11 % pour Jacques Chirac contre 48,89 % pour Lionel Jospin avec un taux de participation de 81,09 % des inscrits.
|                | PS             | Lionel Jospin        | 81 989  | 23,81 %    | 164 646 | 48,89 %    |  |  |
|                | RPR            | Édouard Balladur     | 71 801  | 20,85 %    |         |            |  |  |
|                | RPR            | Jacques Chirac       | 68 955  | 20,03 %    | 172 146 | 51,11 %    |  |  |
|                | FN             | Jean-Marie Le Pen    | 42 680  | 12,4 %     |         |            |  |  |
|                | PC             | Robert Hue           | 25 102  | 7,29 %     |         |            |  |  |
|                | LO             | Arlette Laguiller    | 23 061  | 6,7 %      |         |            |  |  |
|                | MPF            | Philippe de Villiers | 17 158  | 4,98 %     |         |            |  |  |
|                | Les Verts      | Dominique Voynet     | 12 548  | 3,64 %     |         |            |  |  |
|                | S&P            | Jacques Cheminade    | 1 025   | 0,3 %      |         |            |  |  |
|                |                |                      |         |            |         |            |  |  |
|                |                |                      | Nombre  | % inscrits | Nombre  | % inscrits |  |  |
| Inscrits       | Inscrits       | Inscrits             | 437 282 |            | 437 163 |            |  |  |
| Abstentions    | Abstentions    | Abstentions          | 83 378  | 19,07 %    | 82 665  | 18,91 %    |  |  |
| Votants        | Votants        | Votants              | 353 904 | 80,93 %    | 354 498 | 81,09 %    |  |  |
|                |                |                      |         |            |         |            |  |  |
|                |                |                      |         | % votants  |         | % votants  |  |  |
| Blancs ou nuls | Blancs ou nuls | Blancs ou nuls       | 9 585   | 2,71 %     | 17 706  | 4,99 %     |  |  |
| Exprimés       | Exprimés       | Exprimés             | 344 319 | 97,29 %    | 336 792 | 95,01 %    |  |  |

### 1988
Après deux ans de cohabitation, Mitterrand affronte le Premier ministre Chirac lors de l'élection présidentielle de 1988. Le Pen obtient au premier tour un score jusque-là sans précédent pour un parti d'extrême droite. Au second tour, Mitterrand est facilement réélu.
Dans le Calvados, François Mitterrand arrive en tête du premier tour avec 37,41 % des exprimés, suivi de Jacques Chirac (19,89 %), Raymond Barre (18,2 %), Jean-Marie Le Pen (11,06 %) et André Lajoinie (4,56 %). Au second tour, les électeurs ont voté à 55,82 % pour François Mitterrand contre 44,18 % pour Jacques Chirac avec un taux de participation de 84,52 % des inscrits.
|                | PS                    | François Mitterrand | 124 590 | 37,41 %    | 189 458 | 55,82 %    |  |  |
|                | RPR                   | Jacques Chirac      | 66 242  | 19,89 %    | 149 962 | 44,18 %    |  |  |
|                | SE                    | Raymond Barre       | 60 613  | 18,2 %     |         |            |  |  |
|                | FN                    | Jean-Marie Le Pen   | 36 822  | 11,06 %    |         |            |  |  |
|                | PC                    | André Lajoinie      | 15 176  | 4,56 %     |         |            |  |  |
|                | Les Verts             | Antoine Waechter    | 13 639  | 4,1 %      |         |            |  |  |
|                | LO                    | Arlette Laguiller   | 7 733   | 2,32 %     |         |            |  |  |
|                | Communiste rénovateur | Pierre Juquin       | 6 811   | 2,05 %     |         |            |  |  |
|                | MPT                   | Pierre Boussel      | 1 392   | 0,42 %     |         |            |  |  |
|                |                       |                     |         |            |         |            |  |  |
|                |                       |                     | Nombre  | % inscrits | Nombre  | % inscrits |  |  |
| Inscrits       | Inscrits              | Inscrits            | 414 386 |            | 414 263 |            |  |  |
| Abstentions    | Abstentions           | Abstentions         | 75 067  | 18,12 %    | 64 141  | 15,48 %    |  |  |
| Votants        | Votants               | Votants             | 339 319 | 81,88 %    | 350 122 | 84,52 %    |  |  |
|                |                       |                     |         |            |         |            |  |  |
|                |                       |                     |         | % votants  |         | % votants  |  |  |
| Blancs ou nuls | Blancs ou nuls        | Blancs ou nuls      | 6 301   | 1,86 %     | 10 702  | 3,06 %     |  |  |
| Exprimés       | Exprimés              | Exprimés            | 333 018 | 98,14 %    | 339 420 | 96,94 %    |  |  |

### 1981
Lors de l'élection présidentielle de 1981, Giscard d'Estaing arrive en tête au premier tour et affronte, comme la fois précédente, Mitterrand. Pour la première fois, un président sortant est battu : Mitterrand devient le premier président de gauche de la Ve République.
Dans le Calvados, Valéry Giscard d'Estaing arrive en tête du premier tour avec 29,32 % des exprimés, suivi de François Mitterrand (26,84 %), Jacques Chirac (19,28 %), Georges Marchais (11,47 %) et Brice Lalonde (4,24 %). Au second tour, les électeurs ont voté à 55,58 % pour François Mitterrand contre 49,59 % pour Valéry Giscard d'Estaing avec un taux de participation de 86,88 % des inscrits.
|                | UDF            | Valéry Giscard d'Estaing | 93 118  | 29,32 %    | 163 114 | 49,59 %    |  |  |
|                | PS             | François Mitterrand      | 85 255  | 26,84 %    | 165 806 | 50,41 %    |  |  |
|                | RPR            | Jacques Chirac           | 61 229  | 19,28 %    |         |            |  |  |
|                | PC             | Georges Marchais         | 36 415  | 11,47 %    |         |            |  |  |
|                | MEP            | Brice Lalonde            | 13 477  | 4,24 %     |         |            |  |  |
|                | LO             | Arlette Laguiller        | 8 435   | 2,66 %     |         |            |  |  |
|                | MRG            | Michel Crépeau           | 6 858   | 2,16 %     |         |            |  |  |
|                | Divers droite  | Michel Debré             | 5 042   | 1,59 %     |         |            |  |  |
|                | Divers droite  | Marie-France Garaud      | 4 329   | 1,36 %     |         |            |  |  |
|                | PSU            | Huguette Bouchardeau     | 3 428   | 1,08 %     |         |            |  |  |
|                |                |                          |         |            |         |            |  |  |
|                |                |                          | Nombre  | % inscrits | Nombre  | % inscrits |  |  |
| Inscrits       | Inscrits       | Inscrits                 | 389 807 |            | 389 705 |            |  |  |
| Abstentions    | Abstentions    | Abstentions              | 67 684  | 17,36 %    | 51 136  | 13,12 %    |  |  |
| Votants        | Votants        | Votants                  | 322 123 | 82,64 %    | 338 569 | 86,88 %    |  |  |
|                |                |                          |         |            |         |            |  |  |
|                |                |                          |         | % votants  |         | % votants  |  |  |
| Blancs ou nuls | Blancs ou nuls | Blancs ou nuls           | 4 537   | 1,41 %     | 9 649   | 2,85 %     |  |  |
| Exprimés       | Exprimés       | Exprimés                 | 317 586 | 98,59 %    | 328 920 | 97,15 %    |  |  |

### 1974
L'élection présidentielle de 1974 est une élection anticipée à la suite de la mort de Pompidou. Mitterrand, candidat unique de la gauche, est largement en tête au premier tour devant Giscard d'Estaing, qui distance lui-même Chaban-Delmas. Au terme d'une campagne animée, marquée par un débat télévisé tendu, Giscard d'Estaing l'emporte avec une très courte avance.
Dans le Calvados, François Mitterrand arrive en tête du premier tour avec 38,4 % des exprimés, suivi de Valéry Giscard d'Estaing (37,27 %), Jacques Chaban-Delmas (14,55 %), Jean Royer (3,67 %) et Arlette Laguiller (2,43 %). Au second tour, les électeurs ont voté à 55,58 % pour Valéry Giscard d'Estaing contre 44,42 % pour François Mitterrand avec un taux de participation de 87,9 % des inscrits.
|                | PS             | François Mitterrand       | 102 871 | 38,4 %     | 121 137 | 44,42 %    |  |  |
|                | RI             | Valéry Giscard d'Estaing' | 99 850  | 37,27 %    | 151 585 | 55,58 %    |  |  |
|                | UDR            | Jacques Chaban-Delmas     | 38 994  | 14,55 %    |         |            |  |  |
|                | SE             | Jean Royer                | 9 824   | 3,67 %     |         |            |  |  |
|                | LO             | Arlette Laguiller         | 6 498   | 2,43 %     |         |            |  |  |
|                | SE, écologiste | René Dumont               | 3 809   | 1,42 %     |         |            |  |  |
|                | FN             | Jean-Marie Le Pen         | 2 313   | 0,86 %     |         |            |  |  |
|                | MDSF           | Émile Muller              | 1 702   | 0,64 %     |         |            |  |  |
|                | FCR            | Alain Krivine             | 985     | 0,37 %     |         |            |  |  |
|                | NAR            | Bertrand Renouvin         | 484     | 0,18 %     |         |            |  |  |
|                | MFE            | Jean-Claude Sebag         | 439     | 0,16 %     |         |            |  |  |
|                |                |                           |         |            |         |            |  |  |
|                |                |                           | Nombre  | % inscrits | Nombre  | % inscrits |  |  |
| Inscrits       | Inscrits       | Inscrits                  | 314 502 |            | 314 435 |            |  |  |
| Abstentions    | Abstentions    | Abstentions               | 44 512  | 14,15 %    | 38 032  | 12,1 %     |  |  |
| Votants        | Votants        | Votants                   | 269 990 | 85,85 %    | 276 403 | 87,9 %     |  |  |
|                |                |                           |         |            |         |            |  |  |
|                |                |                           |         | % votants  |         | % votants  |  |  |
| Blancs ou nuls | Blancs ou nuls | Blancs ou nuls            | 2 071   | 0,77 %     | 3 681   | 1,33 %     |  |  |
| Exprimés       | Exprimés       | Exprimés                  | 267 919 | 99,23 %    | 272 722 | 98,67 %    |  |  |

### 1969
L'élection présidentielle de 1969 est une élection anticipée à la suite de la démission de De Gaulle. La gauche se lance désunie dans la course et, bien que Duclos (PCF) manque de le devancer, c'est le président par intérim Poher qui accède au second tour face à l'ex-Premier ministre Pompidou. Alors que Duclos refuse d'appeler à voter au second tour pour « bonnet blanc ou blanc bonnet », Pompidou est finalement largement élu.
Dans le Calvados, Georges Pompidou arrive en tête du premier tour avec 48,21 % des exprimés, suivi de Alain Poher (26,44 %), Jacques Duclos (15,5 %), Michel Rocard (3,81 %) et Gaston Defferre (3,49 %). Au second tour, les électeurs ont voté à 58,95 % pour Georges Pompidou contre 41,05 % pour Alain Poher avec un taux de participation de 72,16 % des inscrits.
|                | UDR            | Georges Pompidou | 110 643 | 48,21 %    | 119 310 | 58,95 %    |  |  |
|                | CD             | Alain Poher      | 60 677  | 26,44 %    | 83 086  | 41,05 %    |  |  |
|                | PC             | Jacques Duclos   | 35 566  | 15,5 %     |         |            |  |  |
|                | PSU            | Michel Rocard    | 8 748   | 3,81 %     |         |            |  |  |
|                | SFIO           | Gaston Defferre  | 8 020   | 3,49 %     |         |            |  |  |
|                | SE             | Louis Ducatel    | 3 403   | 1,48 %     |         |            |  |  |
|                | LC             | Alain Krivine    | 2 457   | 1,07 %     |         |            |  |  |
|                |                |                  |         |            |         |            |  |  |
|                |                |                  | Nombre  | % inscrits | Nombre  | % inscrits |  |  |
| Inscrits       | Inscrits       | Inscrits         | 293 331 |            | 293 193 |            |  |  |
| Abstentions    | Abstentions    | Abstentions      | 61 510  | 20,97 %    | 81 635  | 27,84 %    |  |  |
| Votants        | Votants        | Votants          | 231 821 | 79,03 %    | 211 558 | 72,16 %    |  |  |
|                |                |                  |         |            |         |            |  |  |
|                |                |                  |         | % votants  |         | % votants  |  |  |
| Blancs ou nuls | Blancs ou nuls | Blancs ou nuls   | 2 307   | 1 %        | 9 162   | 4,33 %     |  |  |
| Exprimés       | Exprimés       | Exprimés         | 229 514 | 99 %       | 202 396 | 95,67 %    |  |  |

### 1965
L'élection présidentielle de 1965 est la première élection au suffrage universel direct à la suite du référendum d'octobre 1962. De Gaulle est mis en ballottage, à la surprise générale, par Mitterrand, candidat unique de la gauche. La campagne du second tour est axée sur l'Europe et les relations internationales ainsi que sur l'armement nucléaire. De Gaulle est finalement réélu avec une large avance.
Dans le Calvados, Charles de Gaulle arrive en tête du premier tour avec 48,77 % des exprimés, suivi de Jean Lecanuet (23,63 %), François Mitterrand (20,38 %), Jean-Louis Tixier-Vignancour (4,36 %) et Pierre Marcilhacy (1,88 %). Au second tour, les électeurs ont voté à 64,37 % pour Charles de Gaulle contre 35,63 % pour François Mitterrand avec un taux de participation de 84,02 % des inscrits.
|                | UNR            | Charles de Gaulle            | 117 219 | 48,77 %    | 146 863 | 64,37 %    |  |  |
|                | MRP            | Jean Lecanuet                | 56 790  | 23,63 %    |         |            |  |  |
|                | CIR            | François Mitterrand          | 48 975  | 20,38 %    | 81 277  | 35,63 %    |  |  |
|                | SE             | Jean-Louis Tixier-Vignancour | 10 482  | 4,36 %     |         |            |  |  |
|                | PLE            | Pierre Marcilhacy            | 4 530   | 1,88 %     |         |            |  |  |
|                | SE             | Marcel Barbu                 | 2 372   | 0,99 %     |         |            |  |  |
|                |                |                              |         |            |         |            |  |  |
|                |                |                              | Nombre  | % inscrits | Nombre  | % inscrits |  |  |
| Inscrits       | Inscrits       | Inscrits                     | 281 508 |            | 281 530 |            |  |  |
| Abstentions    | Abstentions    | Abstentions                  | 38 899  | 13,82 %    | 44 992  | 15,98 %    |  |  |
| Votants        | Votants        | Votants                      | 242 609 | 86,18 %    | 236 538 | 84,02 %    |  |  |
|                |                |                              |         |            |         |            |  |  |
|                |                |                              |         | % votants  |         | % votants  |  |  |
| Blancs ou nuls | Blancs ou nuls | Blancs ou nuls               | 2 241   | 0,92 %     | 8 398   | 3,55 %     |  |  |
| Exprimés       | Exprimés       | Exprimés                     | 240 368 | 99,08 %    | 228 140 | 96,45 %    |  |  |